# Leonardo Semião Granado
Semião Granado (sinh 10 tháng 5 năm 1994 ở Assis, São Paulo) là một cầu thủ bóng đá Brasil thi đấu ở vị trí tiền đạo cho FK Kukësi ở Kategoria Superiore.

## Sự nghiệp

### FK Kukësi
Anh rời khỏi Club Destroyers và gia nhập đội bóng Kategoria Superiore FK Kukësi tháng 6 trong trại huấn luyện ở Áo, tiến đến vòng loại thứ nhất Europa League. Anh vuột mất cơ hội ra sân trong trận đấu câu lạc bộ Belarus FC Torpedo-BelAZ Zhodino ở vòng một vì giấy tờ không đúng thời gian, nhưng anh vẫn được chọn thi đấu vòng loại thứ hai.